# Турбенталь
Турбенталь (нем. Turbenthal) — коммуна в Швейцарии, в кантоне Цюрих.
Входит в состав округа Винтертур. Население составляет 4050 человек (на 31 декабря 2007 года). Официальный код — 0228.

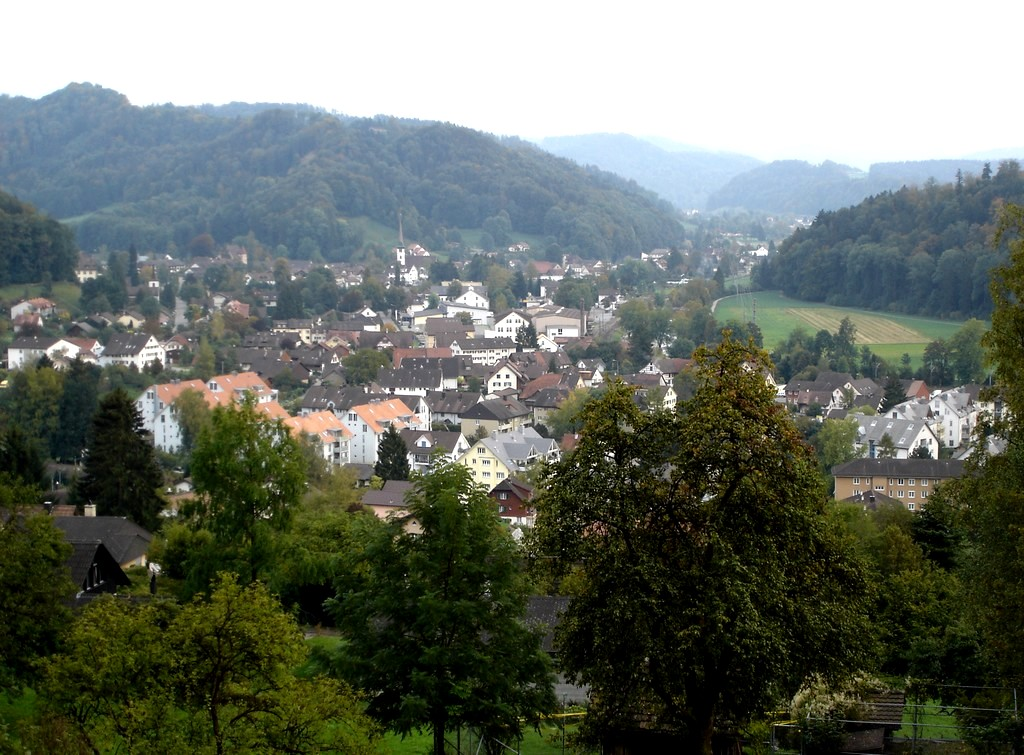
Турбенталь